# 노스캐롤라이나 주립 대학교
노스캐롤라이나 주립 대학교(North Carolina State University, NCSU)는 미국 노스캐롤라이나주의 주도인 롤리 (Raleigh)에 위치한 노스캐롤라이나의 대표적인 연구중심 종합대학 중 하나로, 노스캐롤라이나 대학교 시스템 가운데 하나다. Duke, UNC와 더불어 Research Triangle이라는 산업연구단지를 이루는 노스캐롤라이나 3대 학교 중 하나로, 공식 영문 표기는 North Carolina State University at Raleigh이며 NC State 또는 NCSU로 줄여 부른다. 1887년 North Carolina College of Agriculture and Mechanic Art으로 설립되었다. 1918년 노스캐롤라이나 주립 대학(North Carolina State College)으로 교명을 바꿨고 1962년 지금의 이름으로 바꾸어 현재에 이르게 되었다.
캠퍼스가 주도인 Raleigh 다운타운으로부터 자가용 이용 시 10분 내의 거리에 위치해 있어 전반적으로 생활 환경이 좋고, 도시 자체가 교육 수준이 높고 안전한 곳으로 평가되어, 학업 면에서나 생활 면에서나 모두 좋은 것으로 평가된다. 또한 노스캐롤라이나 대학교 채플힐, 듀크 대학교와 더불어 Research Triangle 이라고 불리는 산업연구단지를 이루는 노스캐롤라이나의 대표적인 학교 중 하나이기 때문에 학업과 취업 면에서 모두 매우 우수하다고 평가된다. 실제로 캠퍼스가 위치한 Raleigh의 경우 미국 내에서도 평가가 좋은데, 2015년과 2016년 포브스(Forbes)에 따르면 취업 잘되는 도시 2위, 테크기업 중심지역 2위로 조사되었다. UNC 채플힐의 경우 인문계가 강하고, NCSU의 경우 이공계가 강한 것으로 알려졌다.

## 역사
1800년대 후반에 Raleigh 지역의 Watauga Club 소속 의사, 변호사, 사업가 등이 지역 내 학생들의 교육 필요성을 주창하여 설립 논의가 본격화되었다. 당시 회원이었던 Charles W. Dabneysms 1880년대 미국 남부의 변화를 주도한 인물이었는데, 당시 화학박사 학위를 가지고 있던 엘리트 중의 엘리트로서 명성이 높았으며, 미국 내 최초의 Agricultural Scientist 중 한 명으로서 학교 설립에 혁혁한 공을 세웠다고 한다.
1862년 에이브러햄 링컨 대통령이 모릴법(정식명칭 : Morill Land-Grant Colleges Act)에 서명함으로써 미국 내 각 주와 지역에 랜드그랜트 칼리지 설립을 위한 기초가 마련되었다. 이런 일환으로 1887년 노스캐롤라이나 주의회가 랜드그랜트 칼리지로 세운 노스캐롤라이나 공학 (Engineering) 및 농업·기술대학(North Carolina College of Agriculture and Mechanic Arts)이 전신이다. 1889년 72명의 학생과 6명의 교수로 정식 개교했고, 1920년대에는 농업과 기계 분야에 중점을 두었던 것에서 한 발 더 나아가 공과대학, 과학·경영대학, 섬유대학, 교육대학과 대학원 등을 설치하였다.
대공황 시절 전국 모든 학교들과 마찬가지로 어려움을 겪었지만 당당히 살아남은 한 대학 중 하나로 그 명맥을 이어가고 있다. 2차세계대전 시기에는 지역과 국방을 위해 각종 프로그램과 학과들을 운영하여 사회에 이바지했으며, 세계대전이라는 힘든 시기를 겪고도 전후 시기에는 커리큘럼 확장, 디자인대학, 산림대학, 체육대학, 수리과학대학, 인문사회과학대학 등을 창설하며 더욱 비약적인 발전을 이룩하게 됐으며 1987년 100주년 기념을 하며 동시에 Centennial Campus를 창설하여 학문, 기업, 정부, 연구, 경제 발전에 큰 이바지를 했다.

## 학문

### 입학
NCSU 입학처에 따르면, 2018년 신입생들의 High School GPA (Unweighted)는 4.0 만점에 평균이 3.75였던 것으로 조사되었고 SAT는 1320점, ACT는 29점이었다. 노스캐롤라이나 3대학교 Duke, UNC, NCSU 모두 입학이 결코 만만치 않은 학교들이다. U.S. News & World Report 조사에서 미국 전체 공립학교 중 가장 가치 있는 학교 6위에 올랐던 기록이 있다는 것으로 볼 때 경쟁률 또한 상당할 것으로 예측된다.

### 순위와 명성
Princeton Review and Entrepreneur에 따르면 학부 entrepreneurship이 미국 전체에서 10위에 올랐으며, 2018년 Poets & Quants 조사 결과 MBA 프로그램은 ROI (투자대비 수익률) 8위에 올랐으며, 2019년 블룸버그 비즈니스위크에서는 full-time MBA 프로그램이 47위를 기록했다. U.S. News & World Report 조사 결과 전미 공립학교 중 가장 가치 있는 학교 6위, 공립학교 중 공학 순위 12위, 미국 전체 수의학 순위 4위, 미국 전체 통계학 순위 16위, 미국 전체 응용수학 순위 18위를 기록했으며, 특히 the Academic Ranking of World Universities, the Shanghai Rankings에 따르면 통계학의 경우에는 전세계 순위 20위를 기록했다고 한다. 또한 2017년 4월 Quartz에 보도된 바에 따르면, 아이비리그 중 하나인 코넬과 퍼듀를 제치고 실리콘밸리에서 최근 가장 동문 네트워크가 탄탄한 학교 중 하나에 올라 화제가 됐다. SAS Institute 창업자 James Howard Goodnight의 모교로도 유명한 학교이다.

## 동문
이공계 쪽에서 상당한 동문 파워를 자랑하는데, 소프트웨어 개발자 및 SAS Institute 창업자이자 억만장자 사업가인 James Howard Goodnight을 비롯하여 ThePrivacyPlace 설립자 Annie Antón, Citrix Systems 회장 Mark Templeton, 벨 연구소 7대 회장 John S. Mayo, NASA 우주 비행사 Christina Koch, 애플 COO를 역임하고 있는 Jeff Williams 등이 있다. 또한 최근에 미국 TV 프로듀서이며 미국 도널드 트럼프의 45 대 대통령의 캠페인 고문이자 대통령의 며느리로 화제가 되었던 Lara Lea Trump 역시 이 대학 출신이다. 오바마 대통령의 선거운동 보도 책임자이자 전 백악관 대변인인 Robert Gibbs 또한 유명한 동문 중 한 명이다.